# Agrostis subpatens
Agrostis subpatens é uma espécie de gramínea do gênero Agrostis, pertencente à família Poaceae.